# Onorificenze israeliane

Stemma delle Forze di Difesa Israeliane

Onorificenze israeliane sono l'insieme tutte le decorazioni, concesse a civili o soldati israeliani, delle Forze di Difesa Israeliane, o stranieri, dello Stato d'Israele.

## Decorazioni
| Nastro | Onorificenza                                 |
| ------ | -------------------------------------------- |
|        | Medaglia al Valore (la decorazione più alta) |
|        | Medaglia al Coraggio                         |
|        | Medaglia al Merito                           |

| Nastro | Onorificenza                                         |
| ------ | ---------------------------------------------------- |
|        | Medaglia di apprezzamento del capo di Stato maggiore |
|        | Medaglia di apprezzamento del maggior generale       |
|        | Medaglia per il servizio in Israele                  |

## Citazioni (Tzalash)
| Nastro | Onorificenza                                                    |
| ------ | --------------------------------------------------------------- |
|        | Capo di Stato maggiore generale (Ramatkal) (citazione più alta) |
|        | Capo di comando regionale (Aluf)                                |
|        | Comandante di divisione                                         |
|        | Comandante di brigata                                           |

## Campagne militari

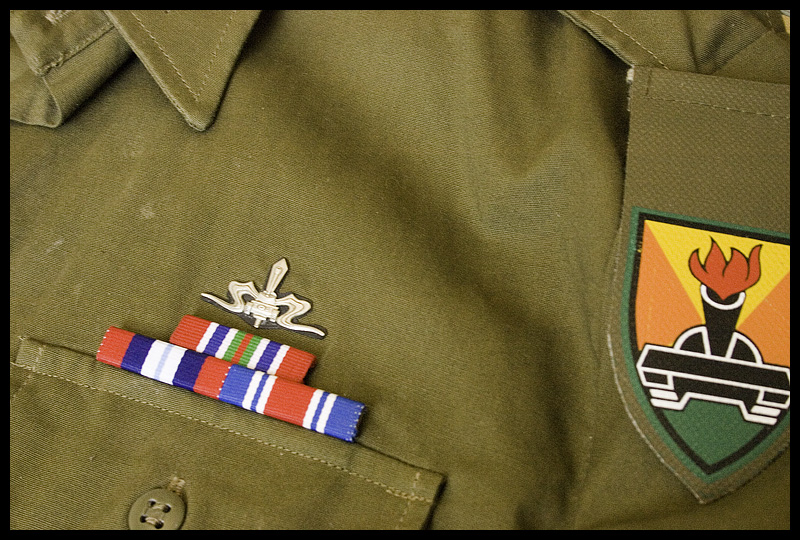
Divisa israeliana con alcuni nastri per le campagne militare appuntati sopra.

| Nastro | Onorificenza                                     |
| ------ | ------------------------------------------------ |
|        | Medaglia per la guerra arabo-israeliana del 1948 |
|        | Medaglia per la crisi di Suez                    |
|        | Medaglia per la guerra dei sei giorni            |
|        | Medaglia per la guerra d'attrito                 |
|        | Medaglia per la guerra del Kippur                |
|        | Medaglia per la guerra del Libano (1982)         |
|        | Medaglia per la guerra del Libano (2006)         |
|        | Medaglia per la Operazione Margine di protezione |

## Medaglie per la creazione di Israele

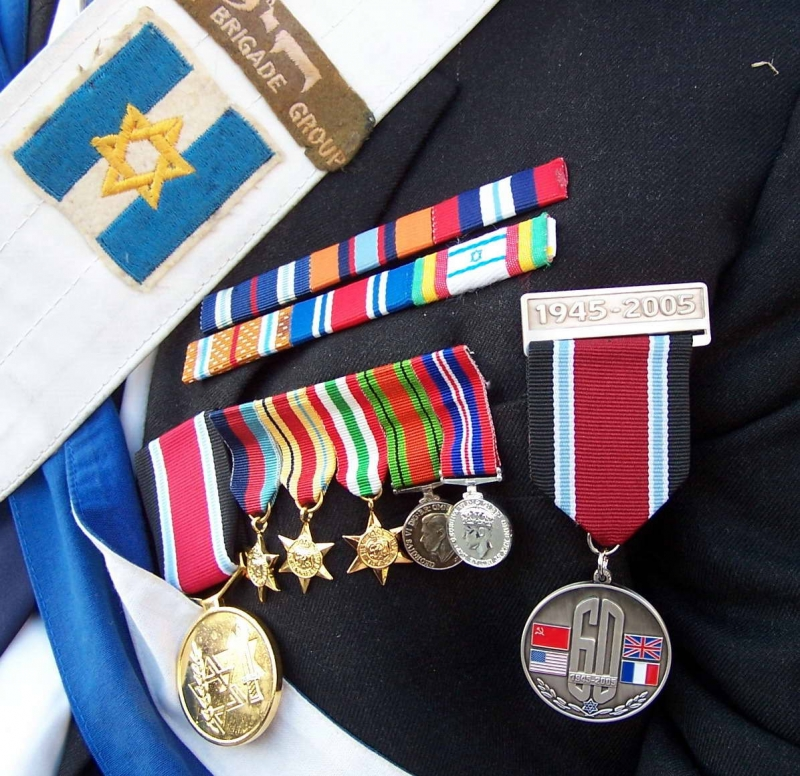
Divisa di un veterano israeliano con molte di queste decorazioni appuntate sopra.

nastri di servizi aggiudicati per l'attività nella lotta per la creazione di Israele.
| Nastro | Onorificenza                                |
| ------ | ------------------------------------------- |
|        | Medaglia per l'HaShomer                     |
|        | Medaglia per la Nili                        |
|        | Medaglia per la Legione Ebraica             |
|        | Medaglia per l'Haganah                      |
|        | Medaglia per l'Irgun Zvai Leumi             |
|        | Medaglia per la Lohamei Herut Israel        |
|        | Medaglia per la Mishmar                     |
|        | Medaglia per i combattenti contro i nazisti |